# NGC 1365

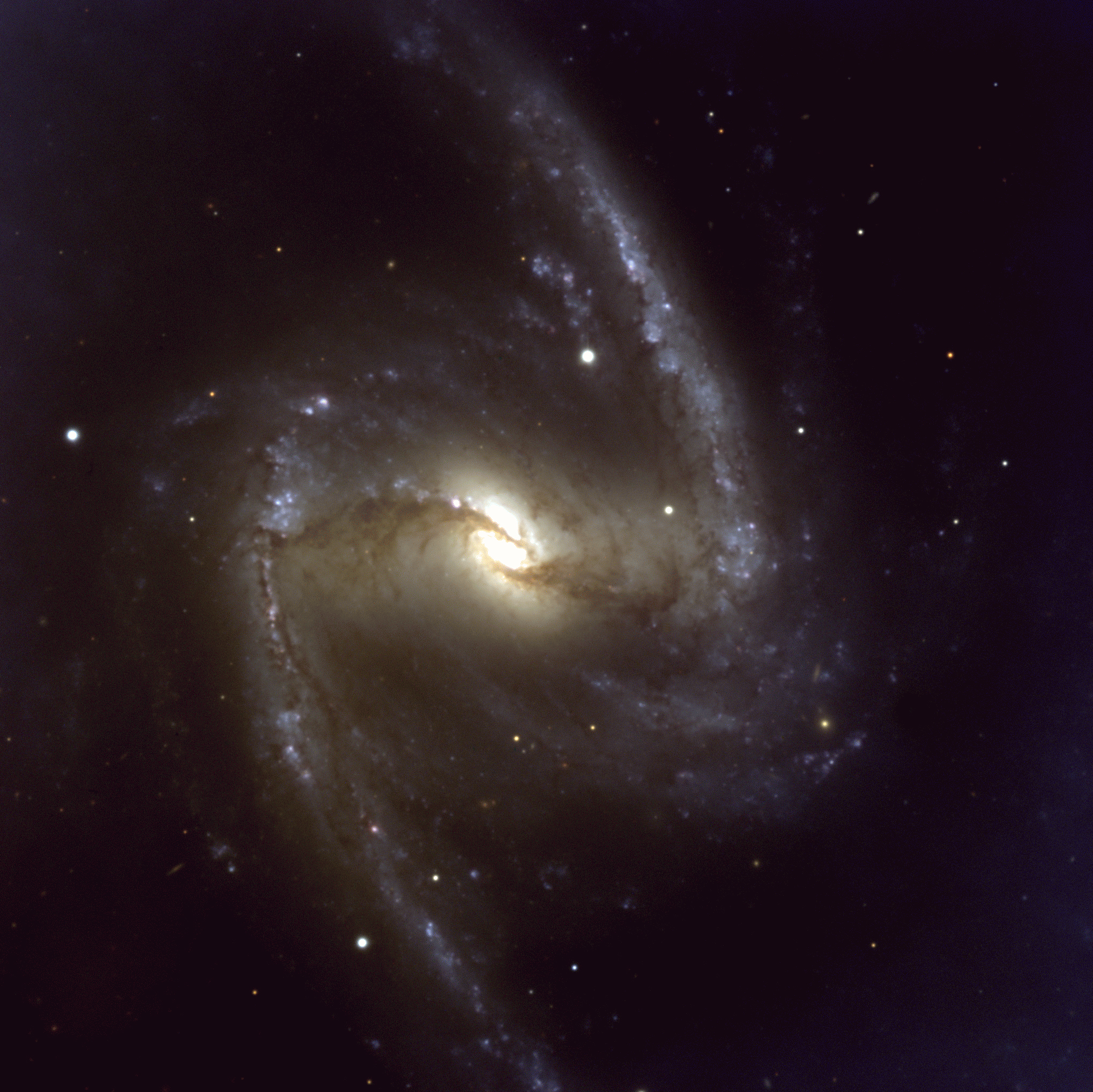
NGC 1300

NGC 1365, cunoscută și ca Marea Galaxie Spirală Barată, este o galaxie spirală barată din constelația Cuptorul, aflată la o distanță de aproximativ 56 de milioane de ani-lumină de Pământ. Nucleul său are formă ovală și are o mărime aparentă de 50″ × 40″.  Face parte din Roiul de galaxii din Cuptorul.